# Ольсен, Бенадиктус
Бенади́ктус Мади́ба О́льсен (фар. Benadiktus Madiba Olsen; род. 2 марта 2008, Ритувуйк, Фарерские острова) — фарерский футболист, полузащитник клуба «НСИ».

## Клубная карьера
Бенадиктус является воспитанником рунавуйкского футбола. Его дебют на взрослом уровне состоялся в составе второй команды «НСИ»: 9 марта он отметился забитым мячом в матче первого дивизиона Фарерских островов с «Хойвуйком». Всего в своём первом сезоне Бенадиктус забил 1 гол в 18 встречах первой лиги. В сезоне-2025 его стали привлекать к тренировкам и матчам первой команды «пчёл». Полузащитник впервые сыграл за неё 30 марта, выйдя на замену вместо Брандура Ольсена на 68-й минуте игры против «Б68» в рамках фарерской премьер-лиги.

## Международная карьера
Бенадиктус представляет Фарерские острова на юношеском уровне. В 2023 году игрок участвовал на сборах с национальной командой 2008 года рождения, проходивших в Испании. Он дебютировал в составе сборной Фарерских островов (до 17 лет) 14 марта 2024 года: полузащитник отыграл 77 минут в матче со сверстниками из Литвы и был заменён на Йегвана уй Скоалу. Всего Бенадиктус имеет на своём счету 6 сыгранных международных встреч за сборную в этой возрастной категории.